# Слупя-Капітульна
Слупя-Капітульна (пол. Słupia Kapitulna, нім. Langenreihe) — село в Польщі, у гміні Равич Равицького повіту Великопольського воєводства.
Населення — 905 осіб (2011).
У 1975-1998 роках село належало до Лешненського воєводства.

## Демографія
Демографічна структура станом на 31 березня 2011 року:
|          | Загалом | Допрацездатний вік | Працездатний вік | Постпрацездатний вік |
| -------- | ------- | ------------------ | ---------------- | -------------------- |
| Чоловіки | 448     | 102                | 302              | 44                   |
| Жінки    | 457     | 98                 | 269              | 90                   |
| Разом    | 905     | 200                | 571              | 134                  |